# Gdgd3m
gdgd3m（ぐだぐだすりーえむ）は、高橋茉奈、高木マーガレット、くまきもえの3人で構成されるラジオパーソナリティユニット。2020年結成。

## 概要
「頭文字Mの3人が、あなたにぐだぐだっとHAPPYをお届けします☺︎」
当初、メンバー3人の名前の頭文字を取って「#3M」のハッシュタグで活動開始をしたが、2020年4月3日、くまきもえのツイートのリプライで「#gdgd3m」ハッシュタグが誕生、ユニット名もgdgd3mで活動をすることになった。
2022年4月12日、公式Twitterアカウント開設。
2023年1月12日、公式Youtubeアカウント開設。

## メンバー
- 高橋茉奈（たかはし まな、1992年12月4日 - ）

北海道札幌市出身。O型。法政大学卒。ホリプロ所属。
- 高木マーガレット（たかぎ マーガレット、1992年9月14日 - ）

アメリカ合衆国ハワイ州ホノルル市出身。A型。国際基督教大学卒。フリー。
- くまきもえ（1993年9月29日 - ）

埼玉県戸田市出身。A型。成城大学卒。F-FactoryJapan所属。

## 活動
- 2022年8月13日、高橋茉奈・くまきもえ・高木マーガレットのネット配信ラジオ「#gdgd3m」 のリアルトークイベント gdgd3m ~TALK &TOGETHER!!~【第1弾】[4][5][6][注 2]（濱松たんと本店にて）
- 2022年11月19日、高橋茉奈・くまきもえ・高木マーガレットのネット配信ラジオ「#gdgd3m」 のリアルトークイベント gdgd3m ~TALK &TOGETHER!!~【第2弾】[7][8][注 3]（松坂屋静岡店 北館 屋上ステージ[9]）
- 2023年2月4日、gdgd3mの初のYouTube生配信[注 4]バレンタインイベントを開催[10][11]
- 2023年9月30日、高橋茉奈・くまきもえ・高木マーガレットのネット配信ラジオ「#gdgd3m」 のリアルトークイベント gdgd3m ~TALK &TOGETHER!!~【第3弾】「 #gdgd3m と行く、スマートアクアリウムの世界」を開催[12][13]（松坂屋静岡店本館7階「SMART AQUARIUM SHIZUOKA」）
- 2024年6月9日、高橋茉奈・くまきもえ・高木マーガレットのネット配信ラジオ「#gdgd3m」 のリアルトークイベント gdgd3m ~TALK &TOGETHER!!~【第4弾】「#gdgd3m とムネがろくろくー？松坂屋静岡店　館内ツアー＆トークショー2024」を開催[14]（松坂屋静岡店）
- 2024年6月12日（水）21時からオンエアの高木マーガレットがMCを務める、SBSラジオの「高木マーガレットのMO-E-KA」にgdgd3mが地上波に初登場。メンバー３人揃って出演。gdgd3m恒例の出囃子も地上波に初オンエアされた[15][16][17]